# President de Cuba
El càrrec de President de Cuba correspon al cap d'estat de la República de Cuba. D'ençà de la Constitució de 1976, el nom oficial és el de President del Consell d'Estat de la República de Cuba. Es remunta a 1869, en constituir-se la República de Cuba en Armes, insurgent contra el domini colonial espanyol.

## Evolució històrica
Els independentistes cubans van aconseguir organitzar-se i aixecar-se contra l'autoritat espanyola el 10 d'octubre de 1868, quan va esclatar la que s'anomenarà Guerra dels Deu Anys que va durar fins a 1878 sense aconseguir els seus objectius. El 12 d'abril de 1869 es va proclamar la República de Cuba en Armes i Carlos Manuel de Céspedes va ésser nomenat primer President de Cuba. La República no tenia reconeixement internacional i actuava com a comandament de la guerra.
El 1895, els revolucionaris de José Martí van declarar la Guerra d'Independència cubana, es va proclamar la Segona República de Cuba en Armes i es va restaurar el càrrec. La guerra va acabar el 1898 amb la intervenció dels Estats Units que van fer fora els espanyols i van ocupar l'illa dos anys.
El 1901 es va constituir la República de Cuba i retornà el càrrec de President. Després del triomf de la Revolució, el 1959, passa a anomenar-se President del Govern Revolucionari.
La Constitució de 1976, converteix el càrrec en el de President del Consell d'Estat de la República de Cuba que ha estat ocupat pels germans Fidel i Raúl Castro.

## Llista de Presidents

### Primera República de Cuba en Armes
- 1. 1869-1873 Carlos Manuel de Céspedes
- 2. 1873-1875 Salvador Cisneros Betancourt (primer mandat)
- 3. 1875-1876 Juan Bautista Spotorno
- 4. 1876-1877 Tomás Estrada Palma (primer mandat)
- 5. 1877 Francisco Javier de Céspedes (dos mesos)
- 6. 1877-1878 Vicente García González
- 7. 1878 Manuel de Jesús Calvar y Odoardo (dos mesos)

### Segona República de Cuba en Armes
- 8. 1895-1897 Salvador Cisneros Betancourt (segon mandat)
- 9. 1897-1898 Bartolomé Masó y Márquez
- 10. 1898 Domingo Méndez Capote (tres dies)
- 11. 1898-1899 Rafael María Portuondo Tomayo
- 12. 1899 José Lacret Morlot (tres mesos)

1899-1902 Ocupació dels Estats Units

### República de Cuba (independent)
- 13. 1902-1906 Tomás Estrada Palma (segon mandat)

1906-1909 Ocupació dels Estats Units
- 14. 1909-1913 José Miguel Gómez
- 15. 1913-1921 Mario García Menocal
- 16. 1921-1925 Alfredo Zayas y Alfonso
- 17. 1925-1933 Gerardo Machado y Morales
- 18. 1933 Alberto Herrera y Franchi (un dia)
- 19. 1933 Carlos Manuel de Céspedes y Quesada (dues setmanes)
- 20. 1933-1934 Ramón Grau San Martín (primer mandat)
- 21. 1934 Carlos Hevia y Reyes Gavilán (quatre dies)
- 22. 1934 Manuel Márquez Sterling (un dia)
- 23. 1934-1035 Carlos Mendieta y Montefur
- 24. 1935-1936 José Agripino Barnet y Vinajeras
- 25. 1936 Miguel Mariano Gómez (set mesos)
- 26. 1936-1940 Federico Laredo Brú
- 27. 1940-1944 Fulgencio Batista y Zaldívar (primer mandat)
- 28. 1944-1948 Ramón Grau San Martín (segon mandat)
- 29. 1948-1952 Carlos Prío Socarrás
- 30. 1952-1959 Fulgencio Batista y Zaldívar (segon mandat)
- 31. 1959 Anselmo Alliegro y Milá (un dia)
- 32. 1959 Carlos Manuel Piedra (un dia)
- 33. 1959 Manuel Urrutia Lleó (dues setmanes)
- 34. 1959-1976 Osvaldo Dorticós Torrado
- 35. 1976-2008 Fidel Alejandro Castro Ruz
- 36. 2008-2018 Raúl Modesto Castro Ruz
- 37. 2018- Miguel Mario Díaz-Canel Bermúdez